# Свати
Сва́ти (сисвати, свази) — язык группы нгуни семьи банту, распространённый в Эсватини, ЮАР, отчасти в Мозамбике. Близкородственен языкам зулу, коса и ндебеле, является официальным в ЮАР и Эсватини.
Язык свати, в отличие от зулу и коса, относится к так называемой подгруппе текела группы нгуни. Отличительная особенность этой подгруппы — отсутствие перехода t в z в определённых условиях (в частности, перед i). Это можно видеть и в названии языка: свати — это самоназвание, а слово свази, употребляемое как название народа (и иногда как название языка), является зулусским (зулу относится к подгруппе зунда, где переход t → z осуществился; ср. свати: Siswati, зулу isiSwazi «язык свати»).
Свати является официальным языком Эсватини и ЮАР, на нём ведётся школьное обучение, теле- и радиотрансляции (в ЮАР действует радиостанция Ligwalagwala FM).
Активное языковое строительство началось после предоставления Свазиленду независимости, а в ЮАР — после создания бантустана КаНгване на племенных землях свази, где свати был также объявлен официальным языком; одна из сильнейших тенденций в развитии литературного свати — отграничение его от других родственных языков, в первую очередь от преобладающего зулу.

## Лингвистическая характеристика

### Письменность
Используется письменность на основе латиницы.

### Морфология

#### Состав и характер морфологических категорий
Существительные (libito) состоят из двух частей — префикса (sicalo) и корня (umsuka). В зависимости от префикса существительное относится к одному из классов, которые можно для удобства пронумеровать.
| Класс | Ед. ч.       | Мн. ч.   |
| ----- | ------------ | -------- |
| 1/2   | um(u)-       | ba-, be- |
| 1a/2b | Ø-           | bo-      |
| 3/4   | um(u)-       | imi-     |
| 5/6   | li-          | ema-     |
| 7/8   | s(i)-        | t(i)-    |
| 9/10  | iN-          | tiN-     |
| 11/10 | lu-, lw-     |          |
| 14    | bu-, b-, tj- |          |
| 15    | ku-          |          |

## Диалекты
Диалектные группы, распространенные в Эсватини, включают четыре диалекта, соответствующие административным районам.

## Википедия на языке свати
Существует раздел Википедии на языке свати («Википедия на языке свати»), первая правка в нём была сделана в 2003 году. По состоянию на 15:48 (UTC) 23 июля 2025 года раздел содержит 1453 статьи (общее число страниц — 5278); в нём зарегистрировано 11 832 участника, один из них имеет статус администратора; 24 участника совершили какие-либо действия за последние 30 дней; общее число правок за время существования раздела составляет 33 694.